# Ludwig Friedrich Karl (Hohenlohe-Neuenstein-Öhringen)

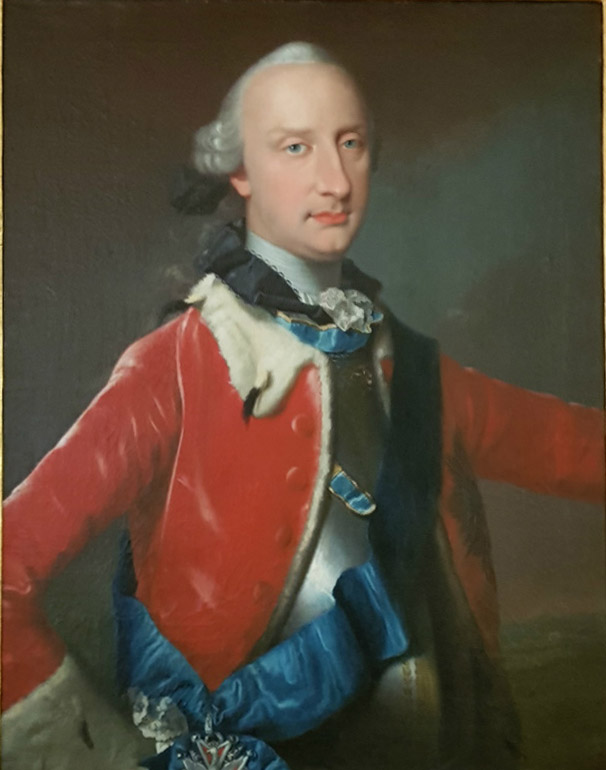
Ludwig Friedrich Karl in jungen Jahren, Ölgemälde im Schloss Weikersheim

Ludwig Friedrich Karl Fürst zu Hohenlohe-Neuenstein-Öhringen (* 23. Mai 1723 in Öhringen; † 27. Juli 1805 ebenda) war von 1765 bis 1805 regierender Fürst zu Hohenlohe-Öhringen und seit 1796 Senior des Gesamthauses Hohenlohe sowie Direktor des Fränkischen Reichsgrafenkollegiums.

## Abstammung
Ludwig Friedrich Karl wurde am 23. Mai 1723 in Öhringen geboren. Seine Eltern waren der Graf und spätere Fürst Johann Friedrich II. von Hohenlohe-Neuenstein, seit 13. Februar 1710 verheiratet mit Dorothea Sophia, Landgräfin von Hessen-Darmstadt. Sie verstarb am 7. Juli 1723.
Fürst Ludwig Friedrich Karl war ihr jüngstes Kind und einziger Sohn.
Fürst Ludwig Friedrich Karl hatte noch acht Schwestern, wovon zwei im Kindesalter starben. Seine Schwester Sophia Carolina, geboren 1715, gestorben 1770, war mit Fürst Karl August zu Hohenlohe-Kirchberg verheiratet. Die Schwester Wilhelmine Eleonore, geboren 1717, heiratete 1743 den Grafen und späteren Fürsten Heinrich August zu Hohenlohe-Ingelfingen. Wilhelmine Eleonore verstarb 1794.

## Familie

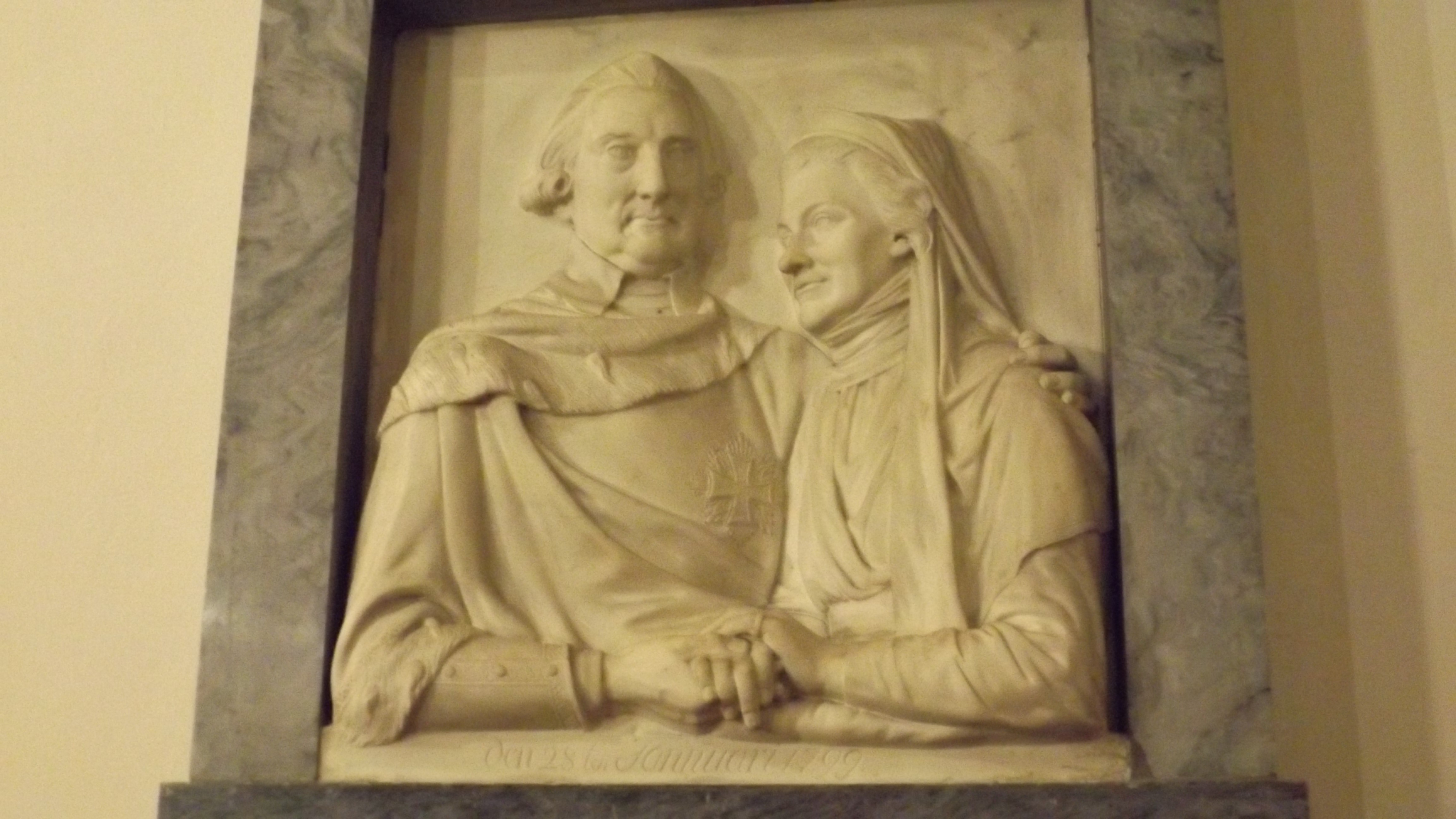
Das Fürstenpaar Ludwig Friedrich Karl mit seiner Ehefrau Sophia Amalie anlässlich ihrer Goldenen Hochzeit am 28. Januar 1799. Das Denkmal befindet sich an der Südostwand in der Stiftskirche zu Öhringen.

Fürst Ludwig Friedrich Karl vermählte sich am 28. Januar 1749 mit Sophia Amalie Carolina Herzogin von Sachsen-Hildburghausen, geboren am 21. Juli 1732, verstorben am 19. Juni 1799. Tochter von Ernst Friedrich II. Herzog von Sachsen-Hildburghausen und Carolina Gräfin zu Erbach-Fürstenau. Ihr einziges Kind, Karl Ludwig Friedrich, wurde am 20. April 1754 geboren, starb aber schon am 28. Februar 1755. Er ist zusammen mit seinen Eltern in der Gruft der Stiftskirche in Öhringen beigesetzt.
Der Sohn seiner Schwester Wilhelmine Eleonore, Fürst Friedrich Ludwig zu Hohenlohe-Ingelfingen, wurde am 31. Januar 1746 geboren. Fürst Friedrich Ludwig zu Hohenlohe-Ingelfingen wurde 1805 der Erbe seines Onkels Fürst Ludwig Friedrich Karl zu Hohenlohe-Neuenstein. Der Neffe Friedrich Ludwig von Hohenlohe-Ingelfingen lebte nach dem Tod des Sohnes Karl Ludwig Friedrich als Kind einige Jahre bei dem Fürstenpaar in Öhringen. Er stand auch nach dem Tod des Sohnes des Fürstenpaares seinem Onkel in Öhringen sehr nahe, sodass dieser ihn in seinem Testament vom 14. August 1784 zu seinem Alleinerben einsetzte.
Friedrich Ludwig starb am 20. April 1840.

## Werke

### Baumaßnahmen
Fürst Ludwig Friedrich Karl setzte sich sehr für seinen Landesteil und seine Residenz ein, besonders auch für Kirche und Schulen. Er ließ das Residenzschloss Öhringen mehrfach modernisieren und erweitern, die Treppenbrücke vom Schlosshof zum Hofgarten 1781 erbauen. Ab 1782 wurde entlang der Straße nach Neuenstein planmäßig die Karlsvorstadt anlegt. Den Namen gab der regierende Fürst Ludwig Friedrich Karl. Das Obere Tor wurde 1792 errichtet mit Säulen, die an das Brandenburger Tor in Berlin erinnern sollen. Nach Osten hin folgten dann zahlreiche repräsentative, ebenfalls klassizistische Gebäude wie das Palais, das Forsthaus (fürstliche Verwaltung) und der herrschaftliche Fruchtkasten. Der Hofgarten war schon zwischen 1712 und 1717 im französischen Stil angelegt worden. Die Kirchen in Kirchensall (1769 bis 1772) und in Orendelsall (1791) ließ er erneuern. Schulhäuser ließ er in Öhringen (1803), Grünbühl (1800), Eckartsweiler (1805) und an anderen Orten erbauen.

### Bildung
Seit 1788 war dem Gymnasium ein Lehrerseminar angegliedert, mit dessen Hilfe der Lehrernachwuchs in Hohenlohe herangezogen werden sollte. Am Ende seines Lebens hatte Ludwig Friedrich Karl offenbar den Plan, seine Schule nach dem Vorbild der Hohen Karlsschule in Stuttgart zu einem „Gymnasium illustre“ zu erweitern. Dieses Vorhaben wurde aber nicht mehr ausgeführt.

### Soziale Einrichtungen
Im Mittelalter hatte die Armenfürsorge zu den Aufgaben der Kirche gehört. Durch die Reformation fiel die Verantwortung für die sozialen Aufgaben in den evangelischen Territorien den Landesherren zu. Sie hatten nun dafür zu sorgen, dass die Hungernden genährt, Witwen und Waisen unterstützt, Kranke und Gebrechliche gepflegt wurden. So übernahm er die Armenfürsorge für sein Territorial.
Zu den Aufgaben des Fürsten gehörte nicht mehr nur die christliche Mildtätigkeit. Jetzt galt es, die Ursachen von Armut und Not nach Möglichkeit zu beseitigen, Zufriedenheit und Glück der Untertanen zu fördern.

### Spital in Öhringen
Ein wesentlicher Teil der Sozialfürsorge blieb das Spital in Öhringen.
Hier handelte es sich nicht um ein Krankenhaus, sondern um ein Heim, in dem alte und gebrechliche Menschen Aufnahme finden konnten. Wer seinen Lebensabend im Spital verbringen wollte, hatte – falls er dazu in der Lage war – eine bestimmte Einkaufsgebühr zu entrichten. Mittellosen Bedürftigen konnte die Einkaufsgebühr erlassen werden.

## Institutionen

### Zucht- und Arbeitshaus
Die wichtigsten Institutionen von Fürst Ludwig Friedrich Karl wurden in Neuenstein gegründet. Es waren die Einrichtungen des Zucht- und Arbeitshauses, und dazu kam ein Altenheim und ein Waisenhaus. Die Strafanstalt wurde im alten Kanzleigebäude und das Altersheim und Waisenhaus im Schloss untergebracht, die zu verschiedenen Zeiten entstanden waren. Die Bettler und Landstreicher wurden von Landhusaren eingefangen und im Steinbruch, die Frauen und Kinder mit Feldarbeiten, Holzsägen, Wolle spinnen und anderen Hausaufgaben beschäftigt. Am 1. Juli 1773 nahm das Institut in Neuenstein offiziell seinen Anfang.
Im Jahre 1808 wurde das Zucht- und Arbeitshaus auf Befehl des Königs von Württemberg wieder aufgelöst.

### Brandversicherung
Im Jahr 1774 wurde die Hohenlohische Brandversicherungsgesellschaft eingerichtet, an der sich außer Öhringen auch Langenburg, Ingelfingen und Kirchberg beteiligten. Bald wurde der Nutzen, wenn auch zögernd, von den Untertanen angenommen.

### Witwen- und Waisenkasse
Fürst Ludwig Friedrich Karl unternahm im Jahr 1774 einen Versuch, eine Witwen- und Waisenkasse ins Leben zu rufen. Dabei hoffte er auf die Unterstützung der drei Langenburger Herrschaften. Auf einer Konferenz in Künzelsau kam es aber nicht zu einer Einigung. So gründete Fürst Ludwig Friedrich Karl am 19. Juni 1777 für seinen Landesteil auf eigene Faust eine „Allgemeine freiwillige Witwen- und Waisenkassa“.
Im Jahr 1780 gründeten die Fürsten von Ingelfingen, Langenburg und Kirchberg die „Fürstlich Hohenlohe-Neuensteinische gemeinschaftliche Witwen- und Waisen-Verpflegungs-Gesellschaft“.

### Leihkasse
Teil der sozialen Fürsorge, zu der sich der Fürst und seine Regierung verpflichtet sahen, war die Gründung der Öhringer „Leihkasse“ im Jahre 1783. Sie war die Vorgängerin aller privaten und öffentlich-rechtlichen Geldinstitute in Öhringen und Umgebung. Selbstverständlich hatte es bereits vorher private Geldverleiher gegeben, die überschüssiges Geld gegen Zinsen unter die Leute brachten. Die Zinsen waren unterschiedlich und in manchen Fällen wurden sie unchristlich erhöht. Bei der Gründung der Leihkasse durch die herrschaftliche Verordnung hatte Fürst Ludwig Friedrich Karl vor allem diejenigen im Auge, die den Wechselfällen des Lebens besonders ausgesetzt waren. Einige Bestimmungen der fürstlichen Verordnung bestätigten erneut, dass Fürst Ludwig Friedrich Karl insbesondere an die Mittellosen in seiner Herrschaft gedacht hatte.